# Tadeusz Dębski (artysta)

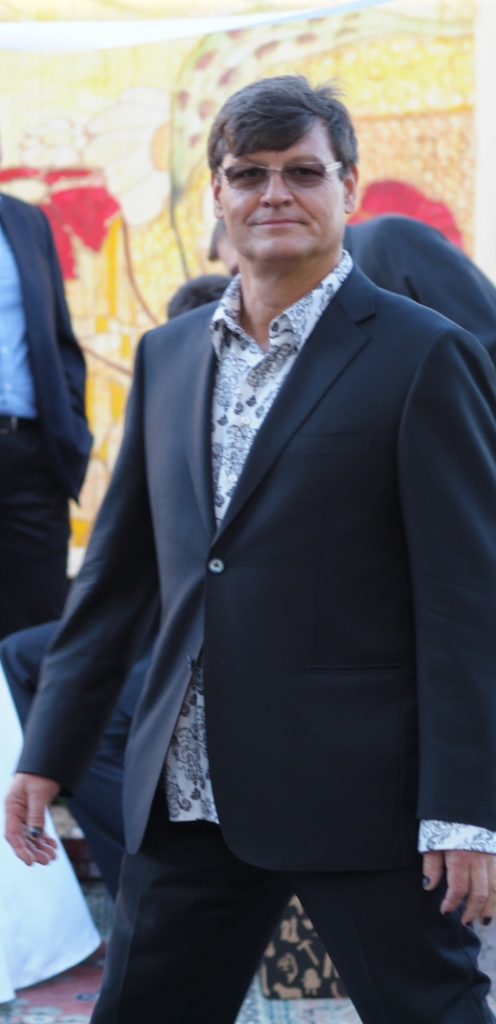
Tadeusz Dębski na tle jednego ze swoich obrazów

Tadeusz Dębski (ur. 10 czerwca 1950 w Warszawie) – polski artysta malarz, rzeźbiarz, tancerz i kreator tanga argentyńskiego w Polsce. Animator i organizator kultury.
Namalował ponad 1400 obrazów do kolekcji prywatnych i miejsc publicznych w różnych technikach i formatach. Swoje obrazy i rzeźby prezentuje w Galerii Autorskiej w Warszawie-Wilanów. Brał udział w kilkudziesięciu wystawach indywidualnych i zbiorowych w wielu miastach w Polsce oraz w Londynie, Moskwie, Wuppertal.
Przez dziesięć lat prowadził galerię Flik w Warszawie organizując ok. 40 wystaw i atrakcyjnych wernisaży, przeważnie młodym artystom.
W 1997 roku założył Fundację Budowy Pomnika Króla Jana III Sobieskiego, która zrealizowała swój cel statutowy w 2011 roku. Tadeusz Dębski jest autorem koncepcji dwuczęściowego pomnika oraz autorem jednej części – symbolicznej Buławy Hetmańskiej w formie 9-metrowej rzeźby z brązu o nazwie własnej „Buława Sobieskiego”. Pomnik stoi na przedpolu Pałacu Wilanowskiego w Warszawie, u zbiegu ulic Alei Wilanowskiej i Przyczółkowej.
Jako rzeźbiarz wykonał wiele instalacji w kamieniu, metalu i glinie oraz portrety kobiet odlane w brązie i innych materiałach.
Od 1998 roku tańczy tango argentyńskie, organizując wiele imprez propagujących ten taniec, w tym współorganizując warszawskie Festiwale Tanga. W tańcu propaguje muzykę i ruch taneczny nuevo.
Tadeusz Dębski jest autorem i reżyserem pokazów mody, występów stand-up, i happeningów. Jest autorem książki Emocje tanga. Napisał również opowieść Wredna suka.
Uczestnik pierwszej edycji programu TVN The Traitors Zdrajcy w 2024 roku.